# Scytodes domhelvecio
Espèce
Scytodes domhelvecio est une espèce d'araignées aranéomorphes de la famille des Scytodidae.

## Distribution
Cette espèce est endémique du Brésil. Elle se rencontre dans les États du Minas Gerais et d'Espírito Santo.

## Description
La femelle holotype mesure 3,8 mm.

## Étymologie
Cette espèce est nommée en l'honneur d'Helvécio Gomes de Oliveira (1876-1960).

## Publication originale
- Rheims & Brescovit, 2009 : New additions to the Brazilian fauna of the genus Scytodes Latreille (Araneae: Scytodidae) with emphasis on the Atlantic Forest species. Zootaxa, no 2116, p. 1-45.